# Church of Satan
Church of Satan är en nyreligiös organisation som följer LaVey-satanismen, såsom den är definierad i bland annat Den Satanistiska Bibeln, skriven 1969 av Anton LaVey.

## Historik
Organisationen grundades i LaVeys hem, Svarta huset (Black House) i San Francisco, år 1966 på Valborgsmässoafton, av Anton LaVey, som var organisationens "High Priest" (överstepräst), fram till sin död 1997. Under kyrkans första år förrättade LaVey en satanistisk vigsel som filmades och kyrkan fick en hel del medial uppmärksamhet. En dokumentärfilm, Satanis: The Devil's Mass gjordes 1970. LaVey var också konsult till en rad filmer, bland annat I djävulens klor (1975), i vilken han också medverkade. LaVey kom senare att hålla en tillbakadragen profil och under den mediala moralpaniken om satanic ritual abuse som blossade upp under 1980-talet var bland annat LaVeys dotter Zeena LaVey kyrkans talesperson i media (hon bröt senare med kyrkan kring 1990).
1975 bildades en utbrytargrupp från Church of Satan, Temple of Set.

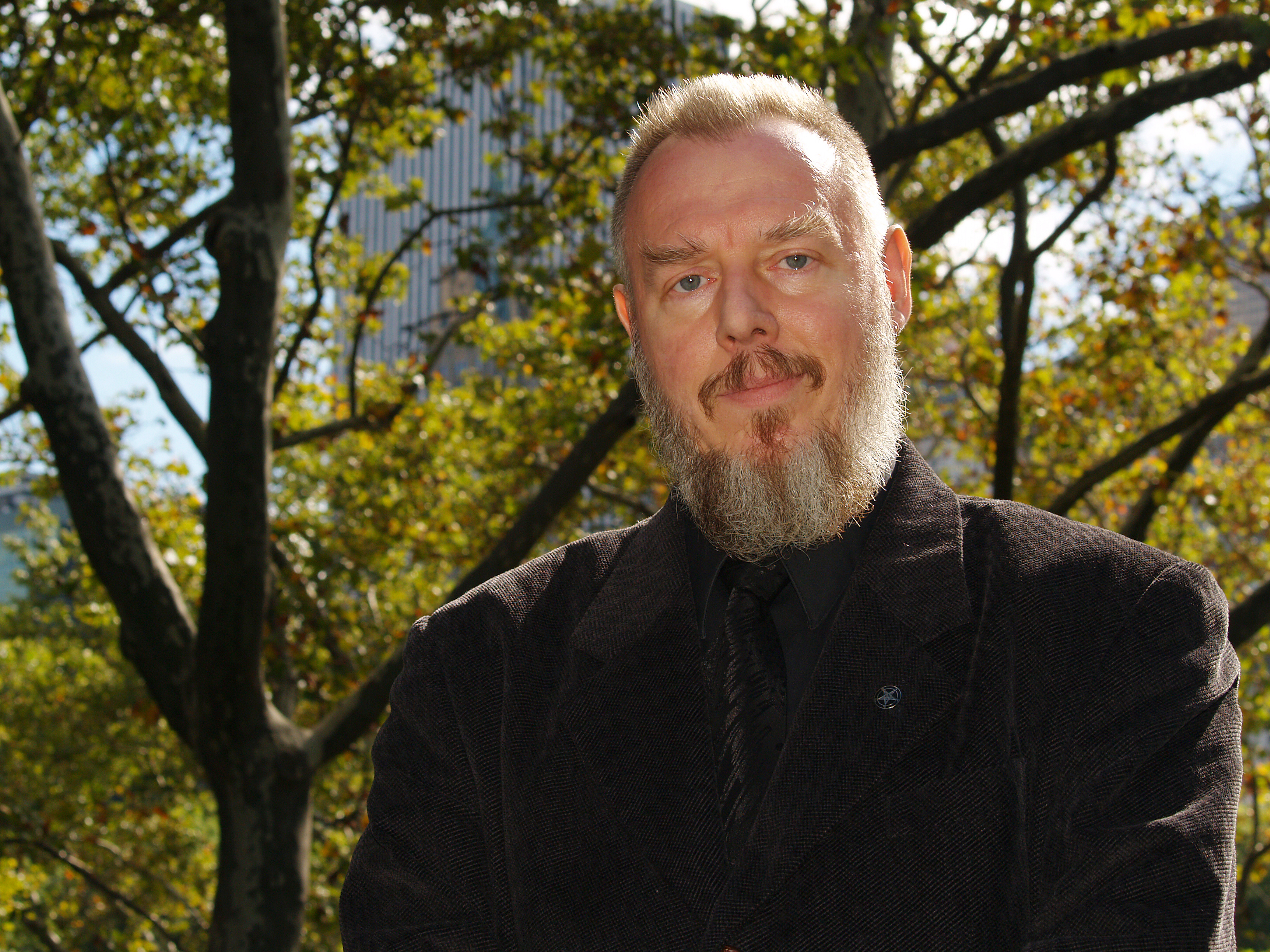
Peter H. Gilmore, high priest för Church of Satan.

Efter att Anton LaVey avlidit, gick hans position som ledare vidare till hans fru, Blanche Barton. Hans dotter, Karla LaVey, lämnade Church of Satan och grundade First Satanic Church 1999. År 2001 lät Barton sin position övergå till Peter H. Gilmore och Peggy Nadramia, som båda hade varit medlemmar i organisationen under en lång tid. Efter att Peter H. Gilmore och Peggy Nadramia blivit nya ledare, High Priest och High Priestess, flyttade Church of Satans huvudkontor från San Francisco till New Yorks Hell's Kitchen (LaVeys svarta hus, som han förlorat ägandeskap över 1991 men bott i till sin död, revs 2001). Blanche Barton har fortsatt vara aktiv i Church of Satan även efter överlämnandet och har titeln Magistra Templi Rex.

## Verksamhet och medlemskap
Church of Satan har inga kyrkobyggnader eller kontor som är öppna för allmänheten. De har inte heller några lokala avdelningar. Under perioder har kyrkan haft ett system med lokala "grottos"/grupper, men detta har övergetts. Kyrkan beskriver sig inte som ett samfund utan som ett "cabal" och sällskap för inbördes beundran. Den som anser sig vara satanist kan bli registrerad medlem. Den som vill ha en mer aktiv roll i organisationen måste bli godkänd som "aktiv medlem" (första gradens medlem) efter skriftlig ansökan. Andra till femte gradens medlemskap är inte öppna för ansökningar. Medlem i kyrkans prästerskap är bara för särskilt inbjudna personer.